# Marie-Victoire Jaquotot

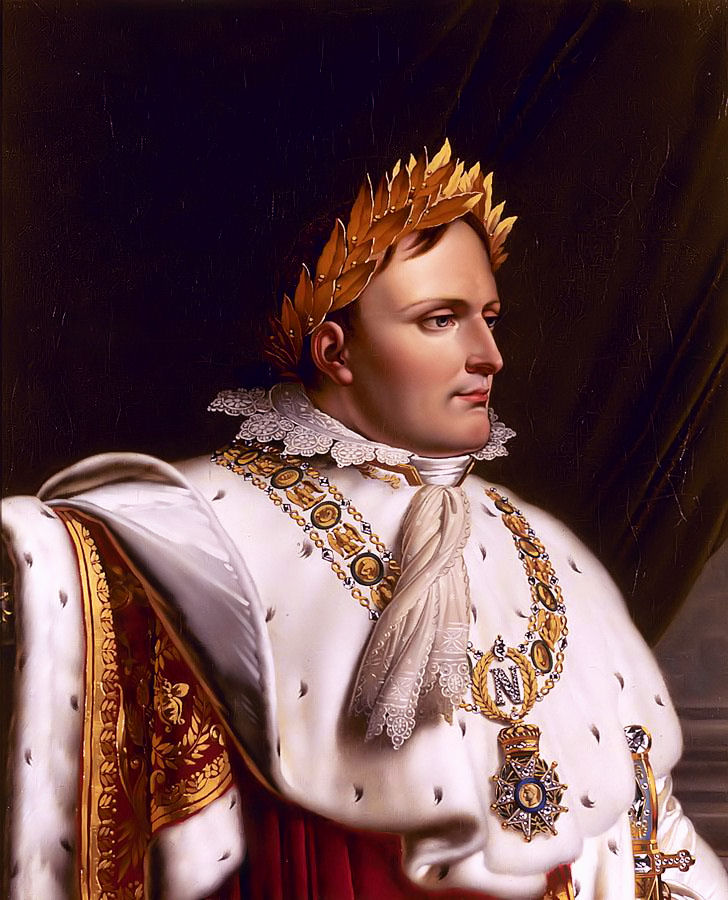
Ritratto di Napoleone I con le vesti dell'incoronazione
Copia su porcellana del quadro di Anne-Louis Girodet

Marie-Victoire Jaquotot (Parigi, 15 gennaio 1772 – Tolosa, 27 aprile 1855) è stata una pittrice francese.

## Biografia
Marie-Victoire iniziò la sua carriera artistica lavorando per la regina Maria Antonietta, moglie del re di Francia Luigi XVI, della quale eseguì anche un ritratto. 
Attorno al 1800, con la caduta della monarchia, entrò a fare parte della Manifattura di Sèvres: qui fu allieva di Charles Le Guay (1762-1846), di cui in seguito diventò moglie.
Dopo l'instaurazione dell'impero da parte di Napoleone, mantenne la sua fama e ritrasse l'imperatore in una pittura su porcellana, in cui era specializzata. Dal 1816 al 1836, vista la fama ottenuta, aprì una personale scuola di pittura su porcellana.
Tornati sul trono i Borbone, Luigi XVIII la nominò "Peintre sur porcelaine du Cabinet du Roi" (1816) mentre suo fratello Carlo X la onorò con il titolo di Premier Peintre de porcelaine du Roi (1828).